# 千葉都市單軌電車

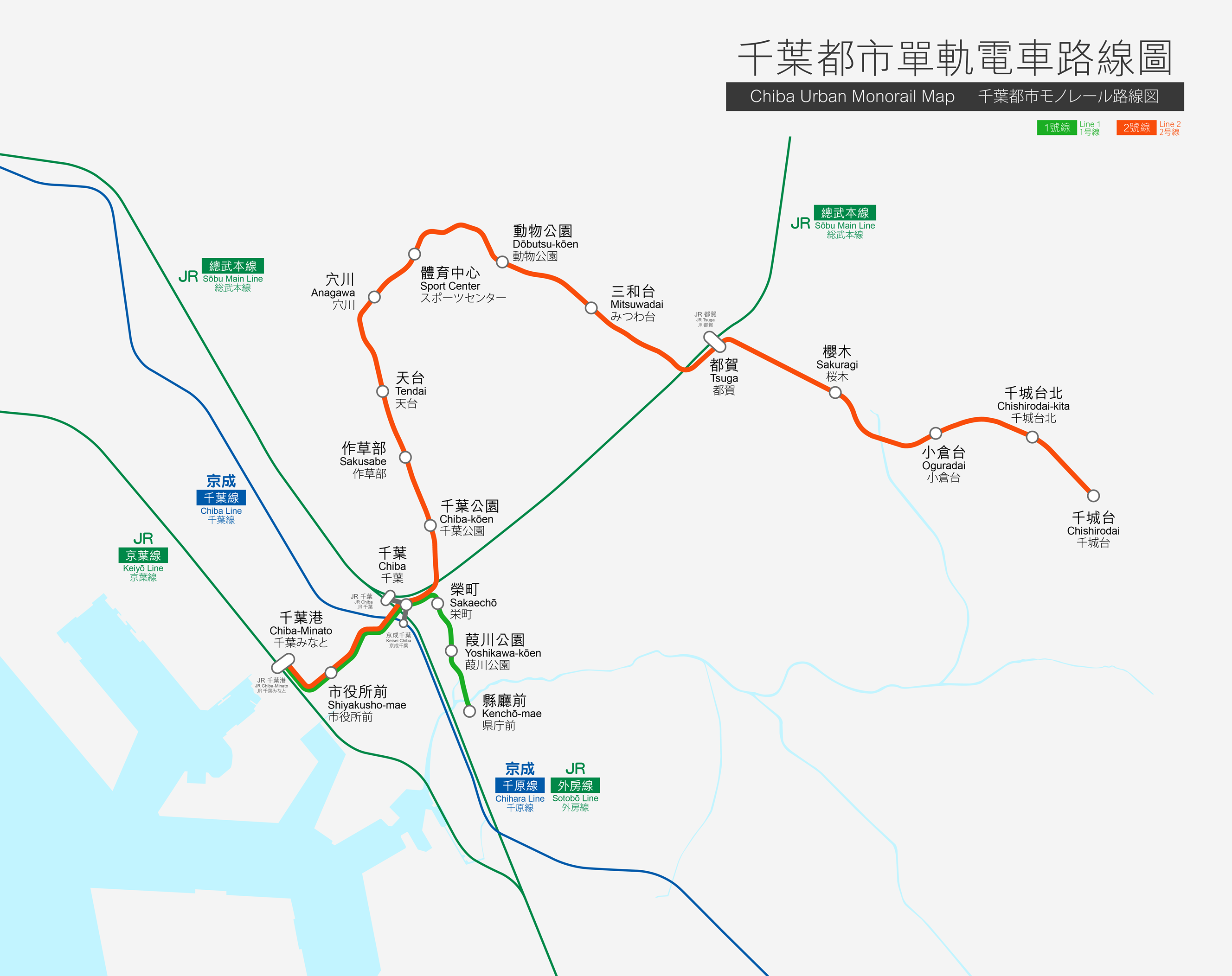
路線圖

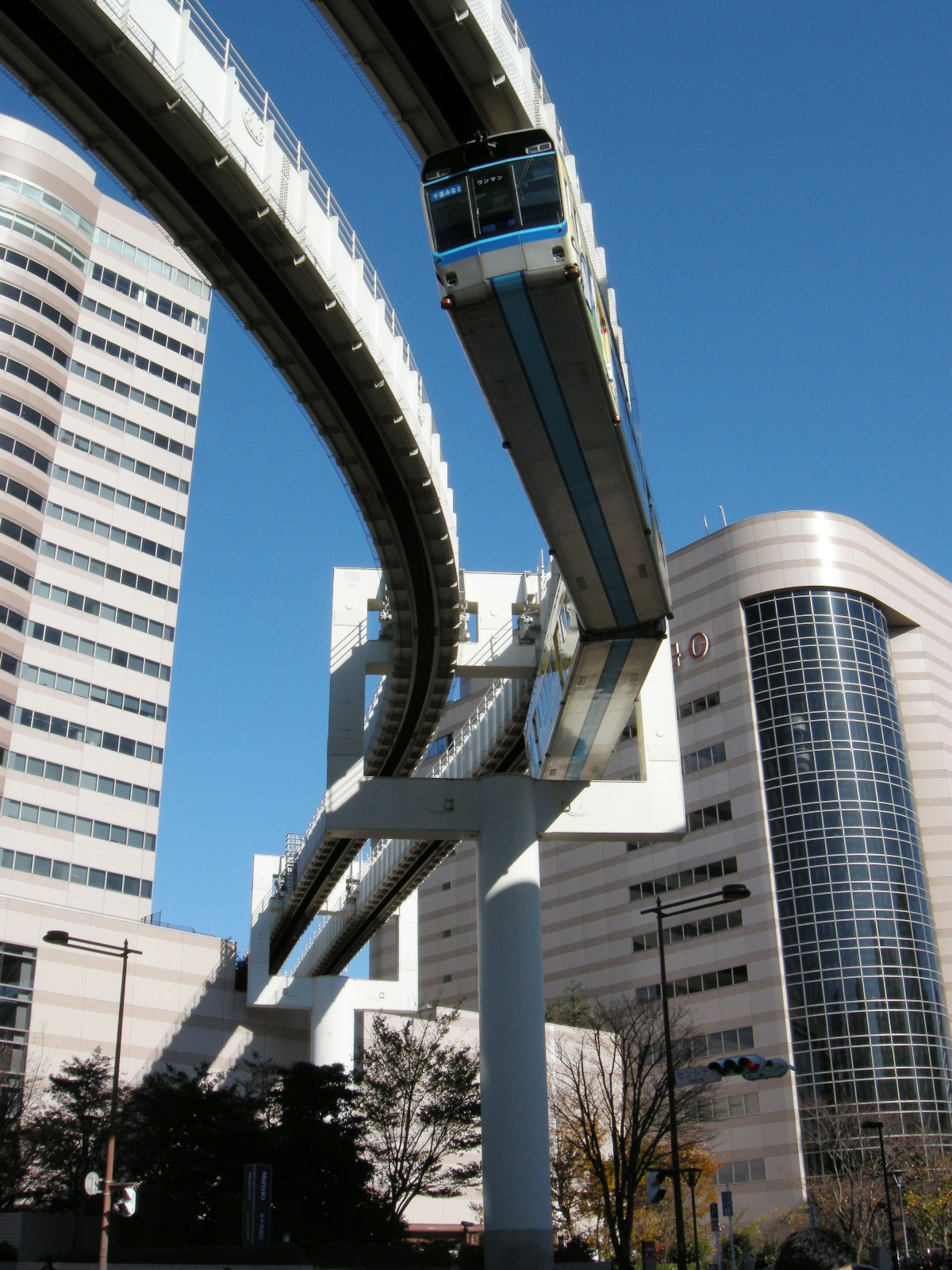
千葉都市單軌電車

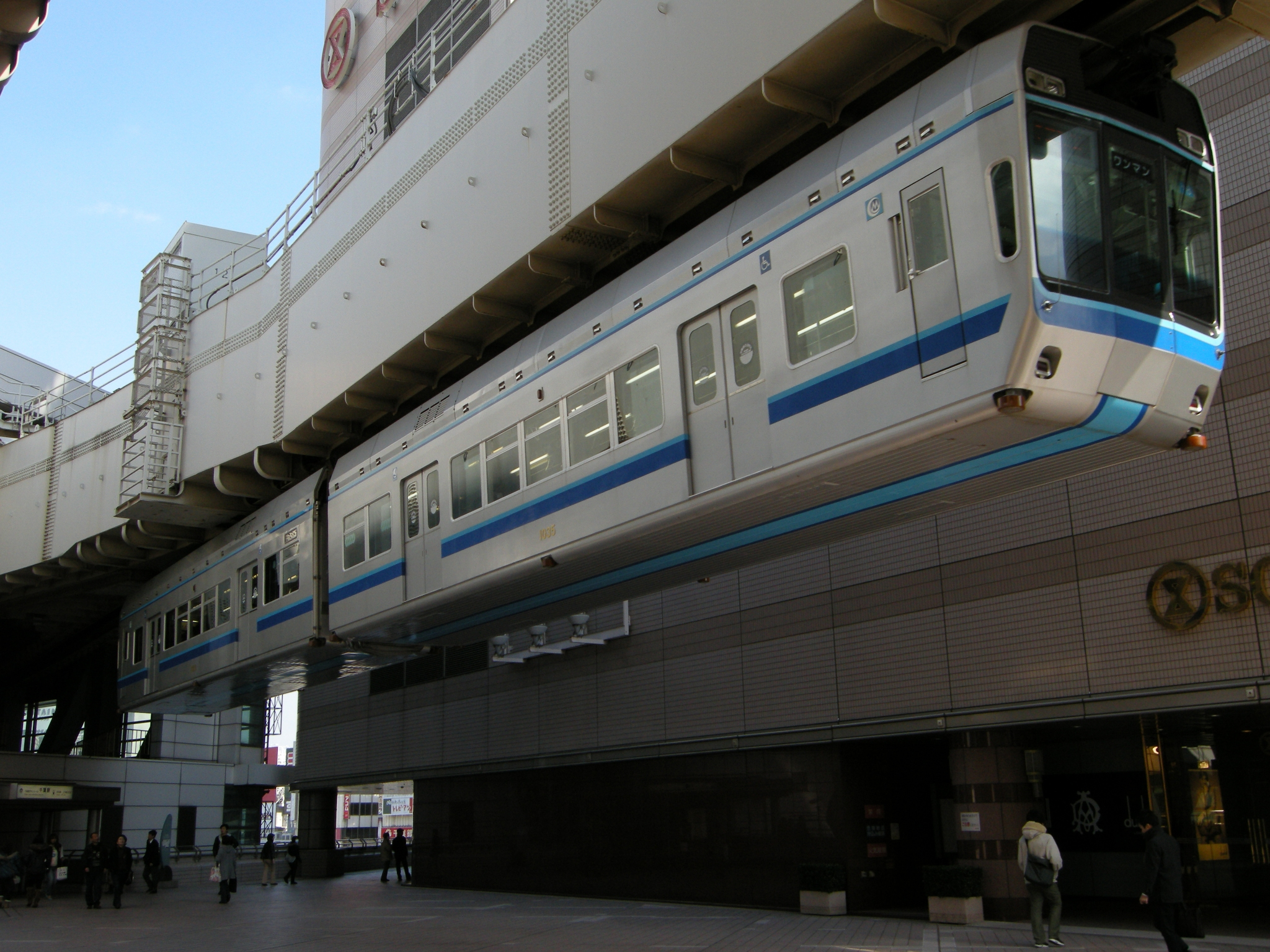
懸掛式單軌電車系統

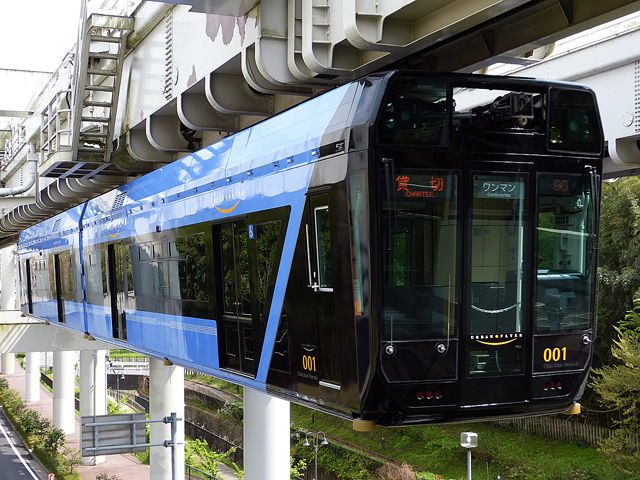
最新型的車廂「URBAN FLYER 0-type」

千葉都市單軌電車（日语：／ Chiba toshi monorail */?）是位於日本千葉縣千葉市內的懸掛式單軌電車系統，由千葉都市單軌電車株式會社（千葉都市モノレール株式会社）負責營運。千葉都市單軌電車是由千葉市及千葉縣等單位出資的第三部門鐵道業者。總部位於千葉縣千葉市稻毛區。
單軌電車的昵稱是Town Liner（タウンライナー），吉祥物是猴子。

## 概要
千葉單軌電車共有兩條線路，1號線自千葉港站至縣廳前站；2號線自千葉站至千城台站。1988年3月28日，2号線體育中心站－千城台站區間率先開業。1999年3月24日，包含1号線在內的全線通車。總營業長度距離15.2km，是世界最長的懸掛式單軌電車，并在2001年獲得金氏世界紀錄大全認證。
2006年4月28日，千葉單軌電車獲國土交通省認證，允許在產業活力再生特別措置法基礎上進行事業再構築計劃，以實現減少累積損失和單年度盈利。同年5月，實施99%減資，同時千葉縣和千葉市所持有的204億日元貸款以現物出資的形式進行第三者割当增資，實施新股發行。
此外作為合理化對策的一部份，目前單軌電車的司機由車輛基地的車輛檢查要員兼任，以降低人力費用。一人兼任司機和車輛檢查員的鐵道公司極其罕見。
開業到2009年2月之前，千葉單軌電車發行有自動售票機専用的預付卡（Monorail Card），這是首都圈除JR以外公私鐵道公司中最晚使用磁卡式預付卡的交通卡。發行當時並未對應，因眾多乘客希望其能對應，千葉單軌電車加入了（不過未加入本身）。千葉單軌電車在次世代IC交通卡的協議機關PASMO協議會設立当初就有參加，2009年3月14日開始使用PASMO。不過當PASMO在2013年3月23日加入交通系IC卡全國通用服務時，千葉單軌電車並沒有參與，僅根據2007年3月18日開始實施的首都圏IC卡相互利用服務開放Suica使用。

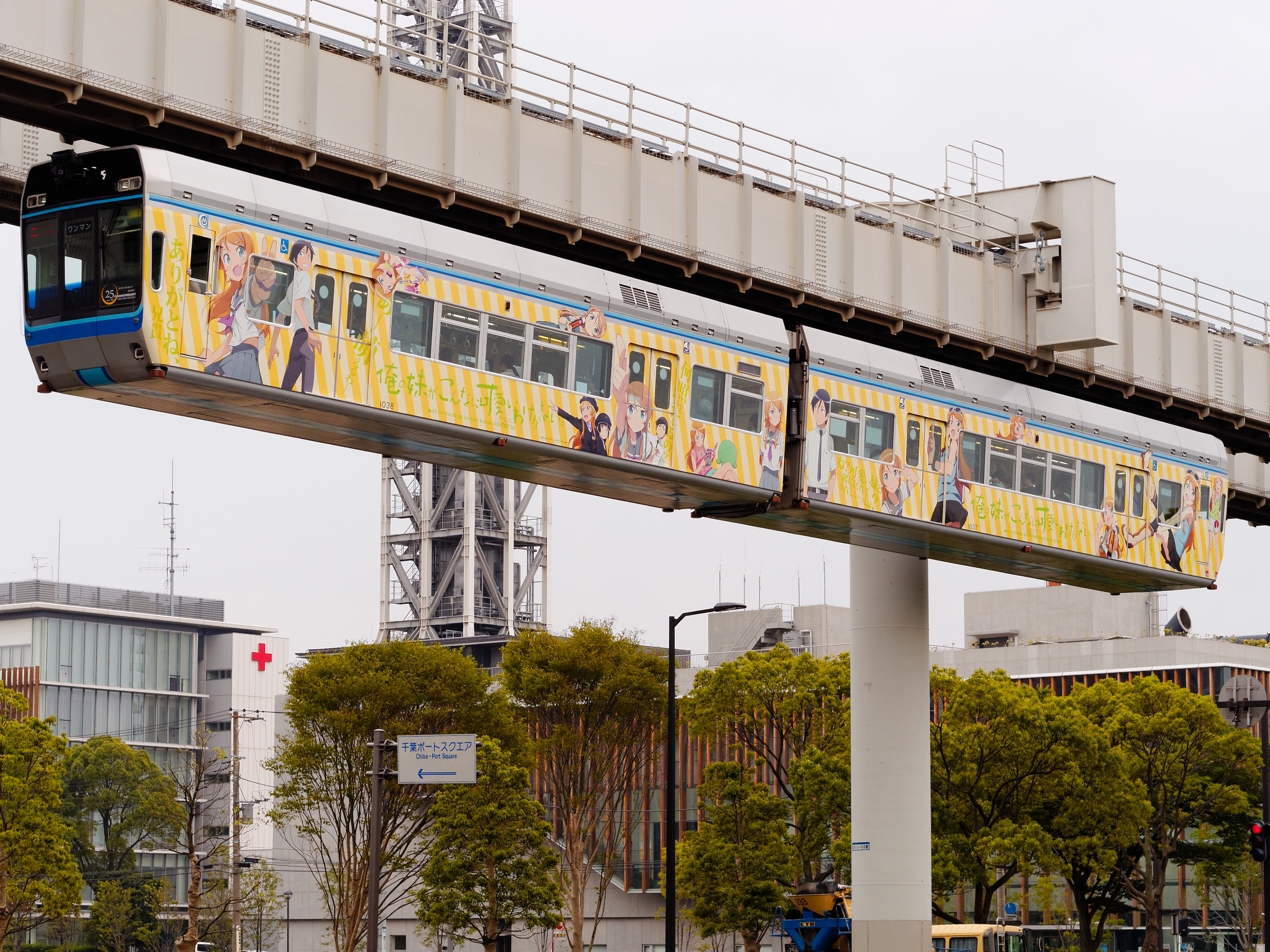
千葉單軌電車《我的妹妹哪有這麼可愛！》痛電車

以千葉單軌電車沿線為舞台，于1990年上映的電影《淺水金魚》（バタアシ金魚）為先，近年千葉單軌電車積極吸引電視劇及廣告在其沿線攝影，如《警部補 矢部謙三》（朝日電視台系列）、《TAXMEN》（MXTV等）、《逃亡律師》（逃亡弁護士，富士電視台系列）。千葉單軌電車不僅提供車廂和車站供電視攝影，本社社屋及車輛基地也積極外借攝影。2010年製作的電視動畫《我的妹妹哪有這麼可愛！》也有多處千葉站附近及千葉公園的單軌電車畫面。2011年5月，發售了畫有《我的妹妹不可能這麼可愛》人物的紀念車票。電視動畫《果然我的青春戀愛喜劇搞錯了。》同樣也與千葉單軌電車合作推出了合作紀念周邊。

## 沿革
- 1979年（昭和54年）3月20日 - 公司設立。
- 1988年（昭和63年）3月28日 - 2号線 體育中心 - 千城台區間開業。
- 1991年（平成3年）6月12日 - 2号線 千葉 - 體育中心區間開業。
- 1995年（平成7年）8月1日 - 1号線 千葉港 - 千葉區間開業。
- 1999年（平成11年）3月24日 - 1号線 千葉 - 縣庁前曲間開業。
- 2006年（平成18年）4月28日 - 基於《產業活力再生法》，實施事業再構築計劃。
- 2006年（平成18年）6月21日 - 于2号線作草部 - 千葉公園區間進行下水道施工時，吊機車與列車相撞。
- 2009年（平成21年）3月14日 - 導入PASMO使用。

## 路線列表
| 路線記號         | 中文線名 | 日文線名 | 起點           | 終點           | 距離（公里） |
| ---------------- | -------- | -------- | -------------- | -------------- | ------------ |
| 千葉都市單軌電車 | 1號線    |          | 千葉港（CM01） | 縣廳前（CM18） | 3.2          |
| 千葉都市單軌電車 | 2號線    |          | 千葉（CM03）   | 千城台（CM15） | 12.0         |

此外，1号線有延伸至千葉市立青葉醫院的計劃。

## 車輛
1000型
自開業時就投入使用的車輛。根據製造年分的不同，方向表示器及LED也有區別。今後預計將逐漸被下述的新型列車替換。
0型「URBAN FLYER 0-type（アーバン・フライヤー・ゼロ-タイプ）」
於2012年度投入使用的新型車輛。當時曾計劃于2009年度投入使用，因國家安全標準的修改而延後。簡稱UFO。該車型以舊有車輛為基礎進行無障礙化改造，并適應了新的技術標準要求。預計將在2012年度生產3編成6輛列車，逐漸取代早期生產的車輛。
2009年時，發表了以下設計概念。
- 改變之前通勤車輛的形象，車頭改為眺望室。
- 車頭的地面使用玻璃製造，以給人「在都市內空中散步」的感覺。
- 因實施無障礙設計，設有輪椅空間，並在車門上設有帶提示車門開閉指示音的顯示器。
- 使用VVVF控制方式，以提高能源利用效率和乘坐舒適度。

## 外部連結
- 千葉都市モノレール（页面存档备份，存于）
- URBAN FLYER　0-type　（アーバンフライヤー ゼロタイプ）（页面存档备份，存于）
- 三菱重工技報 第47巻 第2号（页面存档备份，存于）「千葉都市モノレール “アーバンフライヤー”」